# 国际社会调查项目
国际社会调查项目（International Social Survey Programme，ISSP），又名国际社会调查协作项目、社会研究国际合作项目、社会调查国际协作项目，是一个跨国合作社会调查项目。

## 项目运作
该调查项目始于1985年，目前会员国已经扩大到47个国家和地区。该项目影响广泛，对跨国比较研究具有重要价值。该调查项目提供数据库网上下载服务（SPSS等格式），截至目前，1985-2004年的数据库已经向公众开放。

### 研究课题
该项目自实施年度开始，每年做一次调查。各年度调查内容侧重点有所不同，对有些研究主题每隔几年做一次重复调查，以掌握其变化状况。调查内容主要有：
1. 政府作用(Role of government)：1985，1990，1996，2006年度；
2. 社会网络(Social networks)：1986年度；
3. 社会不平等(Social inequality)：1987，1992，1999，2009年度；
4. 家庭及性别角色变迁(Family and changing gender roles)：1988，1994，2002年度；
5. 工作倾向(Work orientations)：1989，1997，2005年度；
6. 宗教(Religion)：1991，1998，2008年度；
7. 国家认同(National identity)：1995，2003年度；
8. 环境(Environment)：1993，2000，2010年度；
9. 公民权(Citizenship)：2004年度；
10. 休闲时间与体育(Leisure Time and Sports)：2007年度；
11. 健康（Health）：2011年度。

## 中国代表机构及加入时间
目前中国大陆代表机构有香港科技大学、中国人民大学和西安交通大学，参加ISSP协调的国际合作项目。中国首席代表为边燕杰。

### CGSS（2007年加入）
中国综合社会调查(Chinese General Social Survey，简称CGSS)是中国第一个全国性、综合性、连续性的社会调查项目，在ISSP2007年年会上，中国人民大学社会学系和香港科技大学社会调查中心作为CGSS的共同负责单位，被接纳为代表中国的会员。成为ISSP会员后，CGSS项目组将按ISSP的章程，参与社会调查国际比较标准模块的开发，按期进行累积性调查，提供中国社会调查数据的标准化与存储。

### IESSR（2010年加入）
西安交通大学实证社会科学研究所（InInstitute For Empirical Social Science Research，简称IESSR）由边燕杰教授提议创建，是西安交通大学“985工程”三期重点支持平台。实证所的学术方向是关系主义研究，由此把握中国社会现实及其变动。在ISSP2010年年会上，西安交通大学实证社会科学研究所被接纳为ISSP的第三个中国代表机构。